# Нантъкет
Нантъкет (на английски: Nantucket) е остров на 48,3 km южно от Кейп Код в щата Масачузетс, САЩ. Заедно с още два по-малки острова образува едноименния град Нантакет, който съвпада с масачузетския окръг Нантакет. Заселен е през 1641 г. Разположен е на 9 m надморска височина. Населението към 2010 г. е 10 172 жители. В Нантакет има фар, който бива преместен 32 m навътре в сушата далеч от рушащата се скала, след като е бил застрашен от пропадане.